# Stiftung Weltvertrag
Die Stiftung Weltvertrag oder Global Contract Foundation, gegründet am 20. Januar 2002 in Hamburg, verfolgt das Ziel, nachhaltige globale Strukturen zu fördern und zu etablieren. Sie wurde von einer Gruppe aus Wissenschaftlern, Studenten und Unternehmern ins Leben gerufen, die die Notwendigkeit erkannten, ein effektives Governance-System für die Herausforderungen des 21. Jahrhunderts zu schaffen.
Die Stiftung setzt sich dafür ein, internationale Verträge zwischen politischen, wirtschaftlichen und gesellschaftlichen Akteuren zu analysieren und zu fördern, um eine nachhaltige Entwicklung in ökologischen, ökonomischen, sozialen und kulturellen Dimensionen zu gewährleisten. Zu den zentralen Aktivitäten gehören wissenschaftliche Arbeiten sowie Öffentlichkeitsarbeit, die darauf abzielt, Lösungen für globale Herausforderungen zu entwickeln. Ein bedeutendes Projekt der Stiftung ist die Global Marshall Plan Initiative, die sich für eine gerechtere Gestaltung der Globalisierung einsetzt. Die Stiftung Weltvertrag operiert in einem Netzwerk von Kooperationen und Partnerschaften, um ihre Ziele effektiv zu erreichen und das Bewusstsein für nachhaltige Entwicklung in der Gesellschaft zu stärken.

## Geschichte und Gründung
Die Stiftung Weltvertrag wurde am 20. Januar 2002 von 22 Stiftern in Hamburg gegründet. Ihre Entstehung basierte auf der Überzeugung, dass im 21. Jahrhundert dem Konzept der Nachhaltigkeit in seinen ökologischen, ökonomischen, sozialen und kulturellen Dimensionen eine effiziente Wirkungsplattform geboten werden müsse. Die Gründer sahen die Notwendigkeit, globale Verträge zwischen relevanten politischen, wirtschaftlichen und gesellschaftlichen Kräften zu fördern und wissenschaftlich zu analysieren, um ein nachhaltiges Global Governance System zu etablieren. Zu den Initiatoren gehörten junge Wissenschaftler, Studenten und Unternehmer, die aktiv an der Gestaltung einer auf Nachhaltigkeit ausgerichteten Weltordnung mitwirken wollten.
Im Gründungsjahr 2002 setzte sich das Stiftergremium aus allen Gründungsstiftern und Zustiftern zusammen, die ein Kuratorium beriefen. Die Stiftung etablierte von Beginn an ein Netzwerk aus erfahrenen und jungen Wissenschaftlern, Studenten und Unternehmern, die pragmatisch und zielorientiert arbeiteten. In den ersten Jahren nach der Gründung übernahm die Stiftung Weltvertrag die Koordination der Global Marshall Plan Initiative, die 2003 ins Leben gerufen wurde. Diese Aufgabe wurde später aufgrund des wachsenden Umfangs an die eigens dafür gegründete Global Marshall Plan Foundation übertragen.
Die Stiftung Weltvertrag arbeitete eng mit anderen Organisationen zusammen, darunter der Club of Rome, das FAW/n und das Ökosoziale Forum in Wien. Im Laufe der Jahre entwickelte die Stiftung verschiedene Projekte und Aktivitäten, um ihr Ziel der Förderung nachhaltiger globaler Strukturen zu verfolgen. Dazu gehörten wissenschaftliche Arbeiten, Öffentlichkeitsarbeit und die Entwicklung konkreter Lösungskonzepte für globale Herausforderungen. Die Stiftung Weltvertrag etablierte sich als eine Organisation, die sich für die Verbesserung internationaler rechtlicher Rahmenbedingungen einsetzt und dabei auf vielfältiges Recherchieren, Analysieren und Netzwerken setzt.

## Organisationsstruktur
Die Stiftung Weltvertrag verfügt über eine mehrstufige Organisationsstruktur mit verschiedenen Gremien und Funktionen. Derzeit gehören dem Vorstand Thomas Bruhn, Maike Grundmann und Louis Motaal an. Als Kontroll- und Beratungsorgan fungiert das Kuratorium, dem prominente Persönlichkeiten wie Frithjof Finkbeiner, Ulrich Martin Drescher, Ernst Ulrich von Weizsäcker und Franz Josef Radermacher angehören. Frithjof Finkbeiner ist dabei nicht nur für den Vorsitz, sondern auch für finanzielle Aspekte zuständig.
Eine Besonderheit der Stiftung ist das Stiftergremium, dem alle Gründungsstifter und Zustifter angehören. Dieses Gremium beruft das Kuratorium und setzt sich aus zahlreichen Personen zusammen, darunter Vertreter aus Wissenschaft, Wirtschaft und Zivilgesellschaft. Die Stiftung arbeitet eng mit anderen Organisationen zusammen, insbesondere im Rahmen der Global Marshall Plan Initiative, die als Projekt der Stiftung Weltvertrag startete. Vorstand und Kuratorium arbeiten ehrenamtlich, was die gemeinnützige Ausrichtung der Stiftung unterstreicht. Die Organisationsstruktur ermöglicht es der Stiftung, ein breites Netzwerk von Unterstützern zu mobilisieren und verschiedene Kompetenzen für ihre Ziele zu nutzen. Durch diese Struktur kann die Stiftung flexibel auf globale Herausforderungen reagieren und ihre Ressourcen effektiv einsetzen.

## Konzept des Weltvertrags
Das Konzept des Weltvertrags, wie es von der Stiftung Weltvertrag propagiert wird, zielt auf die Etablierung eines globalen Ordnungsrahmens für eine nachhaltige Entwicklung ab. Es basiert auf der Idee, dass in einer zunehmend globalisierten Welt internationale Vereinbarungen notwendig sind, um ökologische, ökonomische, soziale und kulturelle Nachhaltigkeit zu gewährleisten. Der Weltvertrag soll dabei als Instrument dienen, um globale Herausforderungen wie Armut, Klimawandel und soziale Ungleichheit anzugehen. Ein zentrales Element des Konzepts ist die Verknüpfung von ethischen, ökonomischen, ökologischen, sozialen, kulturellen und demokratischen Standards mit Finanzierungsprogrammen. Die Stiftung Weltvertrag sieht vor, dass die Vergabe von Mitteln an die Einhaltung dieser Standards gebunden sein soll, um eine nachhaltige Entwicklung zu fördern.
Das Konzept des Weltvertrags beinhaltet auch die Idee einer weltweiten Ökosozialen Marktwirtschaft als Rahmen für eine gerechtere Gestaltung der Globalisierung. Es strebt eine Angleichung von Standards zwischen Ländern an, verbunden mit einer entsprechenden Co-Finanzierung, um eine Win-Win-Situation für alle Beteiligten zu schaffen. Die Umsetzung des Weltvertrags soll laut der Stiftung durch die Zusammenarbeit verschiedener Akteure aus Politik, Wirtschaft, Wissenschaft und Zivilgesellschaft erfolgen. Das Konzept sieht vor, dass internationale Organisationen, nationale Regierungen und zivilgesellschaftliche Gruppen gemeinsam an der Gestaltung und Implementierung des Weltvertrags arbeiten. Ein wichtiger Aspekt des Weltvertrags-Konzepts ist die Betonung von Transparenz und Rechenschaftspflicht bei der Vergabe und Verwendung von Mitteln. Die Stiftung Weltvertrag betrachtet den Weltvertrag als einen Weg, um die Ziele der Agenda 2030 für nachhaltige Entwicklung der Vereinten Nationen zu unterstützen und umzusetzen. Das Konzept des Weltvertrags wird von der Stiftung als ein langfristiges Projekt verstanden, das kontinuierlich weiterentwickelt und an sich verändernde globale Herausforderungen angepasst werden soll.

## Ziele und Arbeitsweise
Die Stiftung Weltvertrag verfolgt das Ziel, dem Gedanken der Nachhaltigkeit in seiner ökologischen, ökonomischen, sozialen und kulturellen Dimension ein effizientes Wirkungsfeld zu bieten. Zu diesem Zweck fördert und analysiert die Stiftung weltweite Verträge zwischen relevanten politischen, wirtschaftlichen und gesellschaftlichen Kräften zur Etablierung eines nachhaltigen Global Governance Systems.
Um ihre Ziele zu erreichen, entfaltet die Stiftung Weltvertrag Aktivitäten im wissenschaftlichen Bereich sowie in der Projekt- und Öffentlichkeitsarbeit. Ein Schwerpunkt liegt dabei auf der Entwicklung und Implementation vertraglicher Lösungen, die gleichzeitig ökonomische, ökologische, soziale und kulturelle Aspekte miteinbeziehen. Die Stiftung arbeitet an der Erstellung von Lösungskonzepten, die für alle beteiligten Akteure sogenannte Win-Win-Konstellationen generieren sollen. In ihrer wissenschaftlichen Arbeit befasst sich die Stiftung mit möglichen Inhalten von weltvertraglichen Lösungen (policy), Prozessen zu ihrer Erreichung (politics) und den institutionellen Strukturen zu ihrer Umsetzung (polity). Die Stiftung Weltvertrag versteht sich dabei nicht nur als kritischer Beobachter, sondern vor allem als Anbieter von umsetzbaren Lösungskonzepten. Zur Verbreitung ihrer Ideen nutzt die Stiftung verschiedene Kommunikationskanäle wie Vorträge, Informationsveranstaltungen und Publikationen. Ein zentrales Instrument ist der "Global Contract Report", der den Begriff "Weltvertrag" definiert und Bewertungskriterien für potenzielle Weltverträge aufstellt. Die Stiftung Weltvertrag arbeitet mit einem Netzwerk von jungen und erfahrenen Wissenschaftlern, Studenten und Unternehmern zusammen, die leistungsstark, pragmatisch und zielorientiert agieren. Vorstand und Kuratorium der Stiftung arbeiten ehrenamtlich. Die Stiftung kooperiert mit anderen Einrichtungen und Personen, um ihre Kompetenz zu erweitern. Ein wichtiges Ziel ist in diesem Zusammenhang die weltweite Stärkung der Zivilgesellschaft, unter Berücksichtigung einer weitgehenden juristischen Orientierung an und Implementation der Menschenrechte. Die Stiftung Weltvertrag versteht sich als Gemeinschaftsstiftung und wirbt aktiv um Zustiftungen und Spenden zur Unterstützung ihrer Arbeit.

## Projekte und Aktivitäten

### Global Marshall Plan Initiative
Die Global Marshall Plan Initiative wurde im Mai 2003 von Vertretern aus Wissenschaft, Politik, Wirtschaft und Zivilgesellschaft ins Leben gerufen. Sie versteht sich als integrative Plattform für eine „Welt in Balance“ und setzt sich für eine gerechtere Gestaltung der Globalisierung ein. Das Ziel der Initiative ist die Etablierung einer weltweiten Ökosozialen Marktwirtschaft mit fairen globalen Rahmenbedingungen. Zu den Kernforderungen gehören die Umsetzung der UN-Nachhaltigkeitsziele, die Erreichung des 0,7-%-Ziels für Entwicklungshilfe und eine faire Besteuerung globaler Transaktionen. Die Initiative wird von einem Netzwerk aus über 5000 Unterstützern getragen, darunter Einzelpersonen, Organisationen und Gebietskörperschaften. Koordiniert wird sie von der Global Marshall Plan Foundation, die 2003 von Karolin und Frithjof Finkbeiner gegründet wurde. Die Stiftung stellt das Koordinationsbüro, finanziert Mitarbeiter und Informationsmaterialien und fördert Projekte zur Bewusstseinsbildung.
In ihrer Arbeit verfolgt die Initiative sowohl Bottom-up- als auch Top-down-Ansätze durch Bewusstseinsbildung in der Bevölkerung und Lobbyarbeit bei Entscheidungsträgern. Inhaltlich baut der Global Marshall Plan auf fünf Bausteinen auf, die sich an UN-Zielen und europäischer Politik orientieren. Die Initiative sieht Investitionen, Marktöffnungen und Co-Finanzierungen als Hebel, um soziale und ökologische Standards weltweit zu harmonisieren. Dadurch sollen Armut überwunden, neue Wirtschaftsimpulse geschaffen und eine Ökologisierung des Wirtschaftens gefördert werden. Als Vorbild dient dabei die Ausgleichspolitik innerhalb der Europäischen Union.

### Global Contract Report
Der Global Contract Report ist eine zentrale Publikation der Stiftung Weltvertrag, die 2002 in Hamburg gegründet wurde. Dieser Bericht definiert den Begriff „Weltvertrag“ und stellt Bewertungskriterien für potenzielle Weltverträge auf. Er beginnt mit einer groben Darstellung und Einbettung in eine weltethische Sicht der Stiftung und betont die Notwendigkeit eines Paradigmenwechsels hin zu globalem, zukunftsorientiertem und interdisziplinärem Denken sowie interkulturellem Verständnis.
Ein Kernaspekt des Reports ist die Definition eines Weltvertrags als multilaterale Übereinkunft zwischen wesentlichen Akteuren, die bedeutende Sachverhalte von globaler Relevanz vor dem Hintergrund einer nachhaltigen und ökosozialen weltweiten politischen Ordnung wirksam regelt. Der Bericht legt formale Kriterien für Weltverträge fest, darunter globale Relevanz, demokratische Legitimation der Akteure, völkerrechtlich bindenden Charakter und wirksame Anreiz- und Sanktionsmechanismen. Zusätzlich werden normative Kriterien wie die Förderung von Nachhaltigkeit, Einhaltung des Gerechtigkeitsprinzips und Wahrung des Friedens definiert.
Der Global Contract Report richtet sich an die breite, interessierte Öffentlichkeit und bemüht sich um eine einfache Sprache. Er soll das Verständnis für bestehende internationale Abkommen fördern und die Chancen aufzeigen, die in der Ausgestaltung internationaler Rahmenbedingungen zu Weltverträgen liegen. Gleichzeitig dient der Bericht als konzeptionelle Diskussionsgrundlage für Wissenschaft und Politik zur Anwendung, Überprüfung und Weiterentwicklung der Definition des Begriffs „Weltvertrag“. Die Stiftung Weltvertrag sieht das Thema „Weltvertrag“ als langfristig relevant und geht davon aus, dass es in den kommenden Jahrzehnten an Bedeutung zunehmen wird. Der Global Contract Report kann kostenlos heruntergeladen und weiterverbreitet werden, um eine möglichst breite Diskussion und Anwendung der darin enthaltenen Konzepte zu ermöglichen.

### Klimaspiel
Das Klimaspiel der Stiftung Weltvertrag ist ein interaktives Bildungsinstrument, das entwickelt wurde, um das Bewusstsein für den Klimawandel zu schärfen und Handlungsmöglichkeiten aufzuzeigen. Es richtet sich an verschiedene Altersgruppen, insbesondere an Schülerinnen und Schüler, und kann in Schulen oder bei Veranstaltungen eingesetzt werden. Ziel des Spiels ist es, den persönlichen CO2-Fußabdruck der Teilnehmenden zu veranschaulichen, indem sie „Tortenstücke“ aus Holz erhalten, die verschiedene Bereiche und Mengen des CO2-Ausstoßes repräsentieren. Eine ganze Torte entspricht dabei der jährlichen Menge an Kohlenstoffdioxid, die pro Person verbraucht werden könnte, ohne dass die globale Erwärmung 2 °C übersteigt. Das Spiel wurde unter der Leitung von Thomas Bruhn, ehrenamtlicher Vorstand der Stiftung Weltvertrag und Wissenschaftler am IASS Potsdam, entwickelt. Es ist so konzipiert, dass es von Pädagogen und Multiplikatoren an verschiedene Altersgruppen angepasst werden kann.
Eine Spielrunde dauert inklusive Diskussion etwa 90 Minuten und kann gut in zwei Schulstunden durchgeführt werden. Das Klimaspiel wurde bereits an verschiedenen Schulen und bei Events wie der Hamburger Klimawoche erprobt und erhielt durchweg positive Rückmeldungen. Um das Spiel zu verbreiten, werden in eintägigen Workshops Multiplikatoren aus dem Netzwerk der Stiftung Weltvertrag in der Anleitung des Spiels geschult. Jeder Multiplikator erhält am Ende des Workshops ein Spiel sowie weitere Unterlagen wie Kopiervorlagen und Diskussionshinweise. Die Stiftung Weltvertrag plant, das Spiel an mindestens 50 Schulen in Hamburg, Schleswig-Holstein und Niedersachsen einzusetzen, da ein Anstieg des Meeresspiegels weitreichende Konsequenzen für diese Regionen hätte. Im Oktober 2022 wurde das Klimaspiel mit dem Sparda-Bank Hamburg Award ausgezeichnet, was der Stiftung ermöglicht, das Spiel zu vervielfältigen und weitere ehrenamtliche Spielleiter auszubilden.

### Referentenvermittlung
Die Stiftung Weltvertrag bietet eine Referentenvermittlung zu Themen der Nachhaltigkeit und globalen Entwicklung an. Über diesen Service können kompetente und erfahrene Referenten für Podiumsdiskussionen, Vortragsreihen, Themenabende und ähnliche Veranstaltungen vermittelt werden. Die Referenten sprechen zu Aspekten des Konzepts Weltvertrag sowie zu übergeordneten Fragestellungen einer nachhaltigen Entwicklung, Global Governance und Globalisierung. Ziel ist es, eine aufgeklärte und sachliche gesellschaftliche Diskussion zu diesen drängenden Zukunftsfragen zu fördern. Die Stiftung greift dabei auf ein Netzwerk von Experten aus Wissenschaft, Wirtschaft und Politik zurück, das sie seit ihrer Gründung 2002 aufgebaut hat. Die Referenten werden individuell nach den Anforderungen und Wünschen der jeweiligen Veranstaltung ausgewählt. Neben Vorträgen bieten die vermittelten Experten auch die Moderation von Diskussionsrunden oder Workshops an. Die Themen reichen von konkreten Weltvertragsprojekten bis hin zu grundsätzlichen Fragen der globalen Zusammenarbeit und nachhaltigen Entwicklung.
Mit der Referentenvermittlung möchte die Stiftung Weltvertrag einen Beitrag zur Bewusstseinsbildung für globale Herausforderungen und mögliche Lösungsansätze leisten. Sie sieht darin einen wichtigen Baustein ihrer Öffentlichkeitsarbeit und ihres Bildungsauftrags. Durch die Vorträge und Diskussionen sollen die Ideen und Konzepte der Stiftung einer breiteren Öffentlichkeit zugänglich gemacht werden. Die Referentenvermittlung ergänzt damit die sonstigen Aktivitäten der Stiftung wie Publikationen, Projekte und Veranstaltungen. Sie ermöglicht es, die Expertise der Stiftung und ihres Netzwerks gezielt für interessierte Organisationen und Gruppen nutzbar zu machen.

## Kooperationen und Netzwerke
Die Stiftung Weltvertrag ist in ein breites Netzwerk von Kooperationen eingebunden. Als Initiatorin der Global Marshall Plan Initiative arbeitet sie eng mit zahlreichen Partnern aus Wirtschaft, Politik, Wissenschaft und Zivilgesellschaft zusammen. Diese Initiative, die 2003 gegründet wurde, ist zu einem Netzwerk von über 5.000 Unterstützern herangewachsen, darunter 200 Organisationen, alle österreichischen und einige deutsche Bundesländer sowie zahlreiche Gemeinden. Die Stiftung Weltvertrag koordiniert, initiiert und befördert Aktivitäten der Unterstützer und Partner international. In diesem Zusammenhang kooperiert sie eng mit dem Ökosozialen Forum Europa und dem FAW/n (Forschungsinstitut für anwendungsorientierte Wissensverarbeitung). Die Stiftung ist Teil eines Koordinationskreises, der sich 2010 aus einigen der 200 unterstützenden Organisationen der Global Marshall Plan Initiative konstituiert hat. Dieser Kreis übernimmt strategische, inhaltliche und organisatorische Verantwortung für die Initiative. Die Stiftung Weltvertrag arbeitet auch mit der Hanns-Seidel-Stiftung zusammen, wie aus gemeinsamen Veranstaltungen hervorgeht. In ihren Kooperationen verfolgt die Stiftung Weltvertrag das Ziel, Bewusstsein für globale Zusammenhänge zu schaffen und Allianzen für eine gerechtere Globalisierung zu bilden. Sie setzt dabei auf einen Ansatz, der sowohl "bottom-up" als auch "top-down" Strategien kombiniert, also Bewusstseinsbildung in der Gesellschaft mit Lobbyarbeit verbindet. Die Stiftung Weltvertrag ist zudem Teil eines Netzwerks, das sich für die Umsetzung der UN-Nachhaltigkeitsziele (SDGs) einsetzt. In diesem Kontext fördert sie Multi-Akteur-Partnerschaften zur Mobilisierung und zum Austausch von Wissen, Fachkenntnissen, Technologie und finanziellen Ressourcen. Die Kooperationen der Stiftung Weltvertrag erstrecken sich auch auf den akademischen Bereich, wie Publikationen in Zusammenarbeit mit Universitäten zeigen.